# 좌준협
좌준협(左峻協, 1991년 5월 7일 ~ )은 대한민국의 축구 선수로서 포지션은 미드필더이다.

## 클럽 경력
2012년 말 2013 K리그 드래프트에서 4순위로 제주 유나이티드에 입단하였다.
2014년 8월 28일 훈련소에 입대했으며 한 달 간의 기초군사훈련을 거쳐 10월 8일 안산 경찰청에 합류하였다.
2018년 좌준협은 경남으로 이적하였다. 그러나 그는 주전으로 도약하지 못하고 R리그에서만 계속 뛰었다. 2019시즌 종료 후 FA 신분이 되었다.
2020시즌을 앞두고 K3리그의 김포시민축구단으로 이적했다.